# Бискупија Јеј
Бискупија Јеј (лат. Dioecesis Yeiensis) је једна од шест бискупија римокатоличке цркве на територији Јужног Судана, под управом надбискупије у Џуби. Захвата површину од 37.390 км², а њено седиште је у граду Јеју. Има око 220.000 верника и осам верских објеката на својој територији. Поглавар је бискуп Ерколану Лоду Ломбе.

## Историја
Папа Јован Павле II папском булом од 21. марта 1986. одвојио је простор бискупије Јеј од Бискупије Румбек.

## Досадашњи поглавари
- Ерколану Лоду Ломбе (1986–)